# Station Hackney Downs
Hackney Downs is een spoorwegstation van National Rail in Hackney in Engeland. Het station is eigendom van Network Rail en wordt beheerd door Greater Anglia. 